# Huttig
Huttig es una ciudad en el condado de Union, Arkansas, Estados Unidos. En el Censo de 2010 tenía una población de 597 habitantes y una densidad poblacional de 74,94 personas por km²

## Geografía
Huttig se encuentra ubicada en las coordenadas 33°2′26″N 92°10′47″O / 33.04056, -92.17972. Según la Oficina del Censo de los Estados Unidos, Huttig tiene una superficie total de 7.97 km², de la cual 7.71 km² corresponden a tierra firme y (3.25%) 0.26 km² es agua.

## Demografía
Para el censo de 2000 la población era de 731 habitantes, 282 hogares y 197 familias en la ciudad. La densidad de población era 91,4 hab/km². Había 321 viviendas para una densidad promedio de 41,6 por kilómetro cuadrado. De la población el 48,70% eran blancos, el 48,43% afroamericanos, el 0,82% amerindios, el 0,14% isleños del Pacífico, el 0,82% de otras razas y el 1,09% mestizos. El 1,50% de la población eran hispanos o latinos de cualquier raza.
Se contaron 282 hogares, de los cuales el 32,6% tenían niños menores de 18 años, el 50,4% eran parejas casadas viviendo juntos, el 16,7% tenían una mujer como cabeza del hogar sin marido presente y el 29,8% eran hogares no familiares. El 28,0% de los hogares estaban formados por un solo miembro y el 12,4% tenían a un mayor de 65 años viviendo solo. La cantidad de miembros promedio por hogar era de 2,59 y el tamaño promedio de familia era de 3,22 miembros.
En la ciudad la población estaba distribuida en: 25,9% menores de 18 años, 8,9% entre 18 y 24, 29,4% entre 25 y 44, 22,7% entre 45 y 64 y 13,1% tenían 65 o más años. La edad media fue 36 años. Por cada 100 mujeres había 96,0 varones. Por cada 100 mujeres mayores de 18 años había 88,9 varones.
El ingreso medio para un hogar en la ciudad fue de $25.284 y el ingreso medio para una familia $32.000. Los hombres tuvieron un ingreso promedio de $31.375 contra $18.056 de las mujeres. El ingreso per cápita de la ciudad fue de $12.215. Cerca de 16,1% de las familias y 16,2% de la población estaban por debajo de la línea de pobreza, 23,1% de los cuales eran menores de 18 años y 11,3% mayores de 65.
Según el censo de 2010, había 597 personas residiendo en Huttig. La densidad de población era de 74,94 hab./km². De los 597 habitantes, Huttig estaba compuesto por el 45.06% blancos, el 51.76% eran afroamericanos, el 1.17% eran amerindios, el 0% eran asiáticos, el 0% eran isleños del Pacífico, el 0.84% eran de otras razas y el 1.17% pertenecían a dos o más razas. Del total de la población el 1.17% eran hispanos o latinos de cualquier raza.

## Residentes y nativos notables
- Daisy Bates, activista de los derechos civiles, nació en Huttig
- Floyd Cramer, pianista, fue criado en la ciudad